# بيت هيل
بيت هيل (بالإنجليزية: Pete Hill)‏ هو لاعب كرة قاعدة أمريكي، ولد في 12 أكتوبر 1882 في مقاطعة كلبيبر في الولايات المتحدة، وتوفي في 19 ديسمبر 1951 في بوفالو في الولايات المتحدة.

## روابط خارجية
- بيت هيل على موقعبيزبول رفرنس.كوم (الدوري الرئيسي) (الإنجليزية)
- بيت هيل على موقع قاعة مشاهير كرة القاعدة (الإنجليزية)